# 용문동 (서울)
용문동(龍門洞)은 서울특별시 용산구에 있는 행정동 및 법정동이다.

## 개요
용문동은 광복 후 용산의 ‘용’자와 동문외계의 ‘문’자를 각각 따서 불리게 된 이름이다. 용문동 106번지 언덕에는 남이 장군 사당이 있다. 이 동네에서는 매년 음력 4월과 7월, 초하루에 제향을 올리는데 3년마다 4월 1일은 특히 대규모의 대제 치성을 올려왔으나 최근에는 구민의 날 전날인 매년 10월 17일 대제와 장군 출전 행사를 대대적으로 치르고 있다. 용문동 10번지 길가에는 물맛이 달라고 하여 단우물이 있고, 용문시장 근처 용문동 79번지에는 짠우물이 있는데 위쪽의 단우물에 비해서 물맛이 짜다하여 붙은 이름이다. 얼마 전까지도 단우물은 식수로 사용되었고 짠우물은 세척용으로만 사용되었다. 용산 기슭의 동쪽에 위치한 도원동은 일제 강점기 이 일대에 복숭아가 많아 도산이라 칭했던 것을 광복 후에 고친 것이다. 옛날부터 이곳에는 밤나무가 무성했다 해서 ‘밤굴재 마을’이 있었고, 밤굴재에는 율곡정이라고 하는 활터가 있었다고 한다.

## 법정동
- 용문동
- 도원동

## 아파트
| 단지명          | 건설사              | 시행사              | 주소                      | 입주       | 비고 |
| --------------- | ------------------- | ------------------- | ------------------------- | ---------- | ---- |
| 도원 삼성래미안 | 삼성물산㈜ 건설부문 | 삼성물산㈜ 건설부문 | 용산구 새창로 70 (도원동) | 2001년 8월 |      |

## 교통
- ● 서울 지하철 6호선, ● 수도권 전철 경의·중앙선 효창공원앞역

## 문화
- 남이 장군 사당제

## 같이 보기
- 대한민국의 행정 구역